# 光明路駅
光明路駅（こうめいろ-えき）は中華人民共和国江蘇省蘇州市崑山市に位置する上海地下鉄11号線の駅である。

## 駅構造
- 島式ホーム1面2線の高架駅。

## 駅周辺
- 徐光橋路
- 光明路

## 歴史
- 2013年10月16日 - 開業。

## 隣の駅
上海軌道交通
■11号線
兆豊路駅 - 光明路駅 - 花橋駅